# Torstein Hansen
Torstein Sverre Hansen (født 27. oktober 1943 i Oslo, død 12. maj 2018) var en norsk håndboldspiller, der deltog under Sommer-OL 1972.
Han repræsenterede Oppsal IF. I 1972 var han en del af Norges håndboldlandshold som kom på en 9.- plads i den olympiske turnering. Han spillede i fem kampe og scorede 23 mål.